# Phyllastrephus debilis
Phyllastrephus debilis là một loài chim trong họ Pycnonotidae.